# Volo Belavia 1834
Il volo Belavia 1834 è stato un volo di linea internazionale passeggeri da Erevan, in Armenia, a Minsk, in Bielorussia, operato da Belavia. La mattina del 14 febbraio 2008, il Bombardier Canadair Regional Jet con a bordo 18 passeggeri e tre membri dell'equipaggio precipitò e si incendiò poco dopo il decollo da Ervan, la capitale dell'Armenia.
Il jet colpì la pista con l'ala sinistra durante il decollo, si schiantò al suolo, si ribaltò e si fermò capovolto vicino alla pista. Tutti i passeggeri e l'equipaggio riuscirono a fuggire prima che esplodesse in fiamme, in parte grazie al tempestivo intervento dei vigili del fuoco e delle squadre di soccorso. Non ci furono vittime, ma sette persone vennero portate in ospedale per essere curate.

## Aereo ed equipaggio
L'aeromobile coinvolto, EW-101PJ (MSN 7316), era un Bombardier CRJ100ER da 50 posti. Si trattava di un membro abbastanza recente della flotta, poiché era stato preso in leasing dalla compagnia aerea e consegnato nel febbraio 2007. L'aereo era stato costruito nel 1999.
Il comandante era Viktor Shishlo, 50 anni; aveva accumulato 9.215 ore di volo, di cui 461 sul CRJ100. Il primo ufficiale era Alexander Mukhin, 44 anni, con 9.454 ore di volo, di cui 405 sul CRJ100.

## L'incidente
L'aereo era arrivato a Erevan due ore prima della partenza prevista e si stava preparando per la partenza come volo B2-1834 da Erevan (Armenia) a Minsk (Bielorussia) con 18 passeggeri e tre membri dell'equipaggio. Il rifornimento era stato effettuato in modalità automatica 25 minuti dopo l'atterraggio ed erano stati aggiunti 2.200 litri di carburante Jet-A-1 ai serbatoi. A causa della segnalata riduzione della visibilità nell'aeroporto alternato principale, l'equipaggio decise di aggiungere altri 400 litri di carburante circa 30 minuti dopo, durante i preparativi per il volo.
Il primo ufficiale effettuò il controllo pre-volo dell'aeromobile circa 15 minuti dopo l'atterraggio (e prima del rifornimento) e trovò tutte le superfici aerodinamiche pulite e asciutte sia con un'ispezione visiva che toccando le superfici con il palmo della mano. Il rapporto menzionava che le condizioni meteorologiche suscettibili di contaminazione da gelo richiedessero che il pilota in comando eseguisse il walk-around pre-volo.
Le condizioni meteorologiche in quel momento erano: venti da 110 gradi a 2 nodi (3,7 km/h), visibilità 3,5 km in leggera foschia, nubi coperte a 2 600 piedi (790 m) sparse a 9 800 piedi (3 000 m), temperatura -3 °C, punto di rugiada -4 °C (25 °F) e QNH 1019 hPa. L'equipaggio calcolò le velocità V di V1 a 137 nodi (254 km/h), VR a 139 nodi (257 km/h) e V2 a 145 nodi (269 km/h). Dopo l'accensione dei motori vennero attivati i sistemi antighiaccio dei motori, ma non quelli delle ali.
Dopo il decollo, l'aereo si inclinò progressivamente a sinistra fino a quando l'ala sinistra toccò il suolo e l'aereo virò a sinistra della pista, rollò a destra causando la separazione dell'ala destra, attraversò la pista sul dorso e si fermò a destra della stessa. La fuoriuscita di carburante innescò un incendio, che venne rapidamente messo sotto controllo dai vigili del fuoco dell'aeroporto.
Gayane Davtyan, portavoce del Dipartimento generale dell'aviazione civile dell'Armenia, dichiarò che il jet, operato dalla compagnia aerea bielorussa Belavia, aveva urtato con l'ala sinistra sulla pista durante il decollo ed era andato in fiamme.
I vigili del fuoco e le squadre di soccorso arrivarono sul posto entro 50 secondi. I passeggeri aiutarono i membri dell'equipaggio a uscire dalla cabina di pilotaggio.
L'aeroporto Zvartnots di Erevan venne temporaneamente chiuso dopo l'incidente, avvenuto alle 04:15 ora locale. Alle 10:30, l'aerodromo era ancora chiuso mentre gli arrivi venivano dirottati all'aeroporto Shirak di Gyumri. Il primo aereo ad atterrare a Erevan fu quello proveniente da Teheran alle 11:30 ora locale.
Sette passeggeri riportarono gravi ferite, mentre i restanti 11 passeggeri e tre membri dell'equipaggio rimasero illesi. Non ci furono vittime.

## Le indagini
Le ipotesi iniziali indicavano la presenza di ghiaccio sulle ali che aveva causato lo stallo dell'ala sinistra al momento del decollo. Durante l'incidente erano state segnalate condizioni di ghiaccio nell'aeroporto e i CRJ sono molto inclini alla contaminazione delle ali e alla formazione di ghiaccio poiché non dispongono di dispositivi per il bordo d'attacco.
Il Comitato interstatale per l'aviazione (MAK) eseguì un test con un CRJ-900 immatricolato D-ACKK per valutare l'accumulo e il congelamento dell'umidità atmosferica con grandi differenze di temperatura tra l'aria ambiente e il carburante rimanente nei serbatoi dopo l'atterraggio. Emerse che il ghiaccio si era accumulato sulla parte inferiore dell'ala subito dopo l'atterraggio ed era cresciuto 25 minuti dopo l'atterraggio al momento del rifornimento. Il lato superiore dell'ala mostrava un accumulo di rugiada dopo il rifornimento. La temperatura del carburante al momento dell'arrivo era stata misurata a -21 °C e prima della partenza a -12 °C con una temperatura ambiente di più 8 °C.
Al momento dell'incidente, si poteva quindi ipotizzare che la temperatura del carburante nell'EW-101PJ non avesse mai superato i -12 °C con una temperatura ambiente di -3 °C.
Le squadre investigative del Dipartimento generale dell'aviazione civile dell'Armenia, della Bielorussia e della Bombardier parteciparono alle indagini per determinare la probabile causa dell'incidente.

### Final report
Il Comitato interstatale russo per l'aviazione (MAK) pubblicò il rapporto finale in russo, concludendo che la causa più probabile dell'incidente è stata:
- La perdita asimmetrica delle proprietà aerodinamiche dell'ala durante il decollo, che ha portato allo stallo dell'aereo subito dopo il decollo, al contatto dell'ala sinistra con la pista e alla successiva distruzione e incendio.
- La causa della perdita delle proprietà aerodinamiche dell'ala nelle condizioni meteorologiche del tempo è stata la contaminazione da gelo delle superfici delle ali. La causa della contaminazione da gelo era, molto probabilmente, la differenza di temperatura tra l'aria e il carburante freddo nei serbatoi.
- Il decollo al di sotto della velocità di sicurezza raccomandata per le ali contaminate ha aggravato la situazione.
- Le attuali procedure standard per l'esame delle superfici aerodinamiche prima della partenza, oltre all'inefficienza, non possono garantire pienamente la prevenzione di incidenti simili durante il decollo in futuro, a causa dell'elevata sensibilità dell'ala, che non consente nemmeno una leggera contaminazione del bordo d'attacco.
- Lo sghiacciamento delle ali, come richiesto da una direttiva di aeronavigabilità di Transport Canada (l'autorità canadese per l'aviazione civile), nelle effettive condizioni meteorologiche rilasciate dopo un altro incidente simile, avrebbe probabilmente potuto evitare l'incidente.